# Књига о џунгли
Књига о џунгли (енгл. The Jungle Book) збирка је прича енглеског књижевника Радјарда Киплинга. Већина ликова су животиње као што су тигар Шир Кан и медвјед Балу, мада је главни лик дјечак или „човјек-младунче” Могли, кога су вукови одгајали у џунгли. Већина прича се одвија у шумама Индије; једно мјесто које се више пута помиње је Сеони, град у средишњој индијској држави Мадја Прадеш.
Главна тема дјела је напуштање праћено његовањем, као у Моглијевом животу, одјеком Киплинговог дјетињства. Тема је одјекнула у тријумфу протагониста над Моглијевим непријатељима, као и у причама Рики-Тики-Тави и Бијела фока. Друга важна тема је закон и слобода; приче нису о животињском понашању, још мање о дарвинистичкој борби за опстанак, него о људским архетиповима у животињском облику. Поучавају поштовању ауторитета, послушности и познавању свог мјеста у друштву у складу са „законом џунгле”, али приче илуструју слободу кретања између различитих свијетова, као нпр. када се Могли креће између џунгле и села. Критичари су такође примјетили суштинску дивљину и безакону енергију у причама, одражавајући неодговорну страну људске природе.
Књига о џунгли је остала популарна, дијелом кроз бројне адаптације за филм и друге медије. Критичари попут Свати Синга, примјетили су да се чак и критичари који су се односили опрезно према Киплингу због његовог наводног империјализма, дивили снази његовог приповиједања. Књига је утицала на извиђачки покрет чији је оснивач, Роберт Бејден-Поуел, био Киплингов пријатељ. Перси Грејнџер је саставио Циклус Књиге о џунгли на основу цитата из књиге.

## Контекст
Приче Радјарда Киплинга први пут су штампане у часописима 1893. и 1894; првобитне публикације су такође садржале ручно скициране илустрације, од којих су неке биле Џона Локвуда Киплинга, његовог оца. Радјард је рођен у Мумбају (тада познат као Бомбај), у западној обалској индијског држави Махараштра, гдје је провео првих шест година живота. Након отприлике десет година у Енглеској, по завршетку школовања, Киплинг се вратио у Индију ради посла скоро 6,5 година. Касније ће своје првобитне приче писати на имању и посједу Наулаха у Дамерстону, у америчкој држави Вермонт. Постоје докази да је Киплинг написао збирку прича за своју ћерку Џозефину (која је преминула од посљедица упале плућа 1899. у шестој години живота); копија првог издања књиге — укључујући и руком писане биљешке аутора својој ћерки — откривена је у Националном фонду Вимпол хол у Кембриџширу 2010. године.

## Тема дјела
Дјело „Књига о џунгли” представља причу о дјечаку Моглију кога, напуштеног у џунгли, проналази и одгаја породица вукова. Цијела радња дешава се у Индији, у егзотичним предјелима Индијске џунгле, што нам показује да је писац био инспирисан његовим животом у Индији.
Породица вукова га чува, васпитава и одгаја, а он им за узврат враћа истинску, топлу и искрену љубав. Сви живе срећно и заједно, испуњени међусобном љубаљу коју једни другима прижају, све док ту њихову срећу не прекрати Моглијев прогонитељ, злогласни тигар Шир Кан.

## Идеја
Дјело говори о темељним људским вриједностима, праведности и правом пријатељству.